# Title (мини-альбом)
Title — дебютный мини-альбом американской певицы Меган Трейнор, выпущенный 9 сентября 2014 года лейблом Epic Records.

## Промо
Трейнор исполняла песню «All About That Bass» на различных шоу: выступление на шоу Эмили Уэст 16 июля 2014 года, Live! with Kelly and Michael 7 августа 2014 года и The Tonight Show Starring Jimmy Fallon с группой The Roots 6 сентября 2014 года. Также певица выступала с песней «Title» в Нью-Йорке 17 августа 2014 года и с песней «Dear Future Husband» в Канзас-Сити 10 августа 2014 года.

## Синглы
Песня «All About That Bass» была выпущена в качестве первого сингла 2 июня 2014 года. Видеоклип на эту песню снят Фатимой Робинсон. Песня имела большой коммерческий успех, достигнув вершины американского чарта Billboard Hot 100, а также чартов Австралии, Австрии, Канады, Дании, Новой Зеландии и Великобритании.

### Другие песни
Первоначально, в интервью с PopJustice певица анонсировала, что вторым синглом станет песня «Dear Future Husband», однако в интервью с MTV она сказала, что вместо неё вторым синглом станет песня «Title». Песня так и не стала синглом, но достигла #9 в сингловом чарте Новой Зеландии. «Dear Future Husband» достигла #93 в чарте Billboard Hot 100.

## Список композиций
| №  | Название              | Автор(ы)                     | Продюсер(ы) | Длительность |
| -- | --------------------- | ---------------------------- | ----------- | ------------ |
| 1. | «All About That Bass» | Meghan Trainor, Kevin Kadish | Kadish      | 3:07         |
| 2. | «Title»               | Trainor, Kadish              | Kadish      | 2:54         |
| 3. | «Dear Future Husband» | Trainor, Kadish              | Kadish      | 3:04         |
| 4. | «Close Your Eyes»     | Trainor, Kadish              | Kadish      | 3:40         |

## Чарты
| Чарт (2014)                    | Высшая позиция |
| ------------------------------ | -------------- |
| Канада (Canadian Albums Chart) | 17             |
| США (Billboard 200)            | 15             |

## История релиза
| Страна    | Дата            | Формат                   | Лейбл        |
| --------- | --------------- | ------------------------ | ------------ |
| Австралия | 9 сентября 2014 | CD, цифровая дистрибуция | Epic Records |
| США       | 9 сентября 2014 | CD, цифровая дистрибуция | Epic Records |